# Ira Wallach
Ira Wallach (New Rochelle (Nueva York), 22 de enero de 1913 – 2 de diciembre de 1995) fue un guionista y escritor estadounidense. Escribió la novela Muscle Beach y colaboró con Peter Ustinov en el guion de Un cerebro millonario por el que fue nominado al Óscar al mejor guion original. Wallach murió a causa de una neumonía.

## Filmografía
- Boys' Night Out (1962)
- The Wheeler Dealers (1963)
- Don't Make Waves (1967) (basada en su novela de 1959 Muscle Beach)
- Hot Millions (1968)

## Premios y distinciones
Premios Óscar
| Año  | Categoría                        | Película              | Resultado |
| ---- | -------------------------------- | --------------------- | --------- |
| 1969 | Mejor argumento y guion original | Un cerebro millonario | Nominado  |